# Wahlkreis Artern
Der Wahlkreis Artern war ein Landtagswahlkreis zur Landtagswahl in Thüringen 1990, der ersten Landtagswahl nach der Wiedergründung des Landes Thüringen. Er hatte die Wahlkreisnummer 9.
Der Wahlkreis umfasste den kompletten damaligen  Landkreis Artern mit folgenden Städten und Gemeinden:
Artern/Unstrut, Bilzingsleben, Borxleben, Bottendorf, Bretleben, Donndorf, Esperstedt, Etzleben, Bad Frankenhausen/Kyffhäuser, Gehofen, Göllingen, Gorsleben, Günserode, Hauteroda, Heldrungen, Hemleben, Heygendorf, Ichstedt, Kalbsrieth, Kannawurf, Langenroda, Mönchpfiffel-Nikolausrieth, Nausitz, Oberheldrungen, Oldisleben, Reinsdorf, Ringleben, Roßleben, Rottleben, Schönewerda, Schönfeld, Seega, Steinthaleben, Udersleben, Voigtstedt und Wiehe.

## Ergebnisse
Die Landtagswahl 1990 fand am 14. Oktober 1990 statt und hatte folgendes Ergebnis für den Wahlkreis Artern:
| Direktkandidat   | Partei (Kürzel) | Erststimmen (%) | Zweitstimmen (%) |
| ---------------- | --------------- | --------------- | ---------------- |
| Reinhard Lotholz | CDU             | 42,6            | 45,2             |
|                  | Chr. L          | -               | 00,2             |
|                  | DFD             | -               | 01,0             |
|                  | REP             | -               | 00,9             |
|                  | DBU             | -               | 00,3             |
|                  | DSU             | 04,7            | 02,1             |
|                  | F.D.P.          | 13,4            | 10,9             |
|                  | LL-PDS          | 11,0            | 09,8             |
|                  | NPD             | -               | 00,2             |
|                  | NFGRDJ          | 06,2            | 04,9             |
|                  | SPD             | 21,1            | 24,0             |
|                  | UFV             | 00,9            | 00,7             |

Es waren 40.541 Personen wahlberechtigt. Die Wahlbeteiligung lag bei 66,4 %.  Als Direktkandidat wurde Reinhard Lotholz (CDU) gewählt. Er erreichte 42,6 % aller gültigen Stimmen.